# Frédéric Audon
Pour les articles homonymes, voir Audon (homonymie).
Frédéric Audon est un joueur français de water-polo né le 16 mars 1979 à Marseille. Il mesure 1,78 m et pèse 76 kg. Il évolue au poste de milieu ou ailier gauche et a été le capitaine de l'équipe du Cercle des nageurs de Marseille où il a effectué l'intégralité de sa carrière (20 saisons dont 14 en professionnel).
Après une première retraite sportive (juin  2010), il revient à la compétition en septembre 2012 et remporte une cinquième coupe de France à Canet-en-Roussillon suivi d'un 7e titre de Champion de France Elite (en 14 finales).
Il met un terme définitif à sa carrière en mai 2013 afin de se consacrer entièrement à son poste de directeur général du Cercle des Nageurs de Marseille, qu'il occupe depuis septembre 2010.
En équipe nationale, ses 679 buts en 234 matchs officiels le placent parmi les joueurs les plus capés et les plus prolifiques des équipes de France. La médaille de bronze acquise lors des Jeux Méditerranéens de 2001 à Tunis reste, à ce jour, la dernière au plus haut niveau international obtenue par la France.
Frédéric Audon aura marqué son époque par son style basé sur la rapidité et la technique malgré son petit gabarit. Il est considéré comme un des plus grands buteurs de l'histoire du water-polo moderne, faisant partie du cercle très fermé des joueurs ayant atteint la barre mythique et symbolique des 1000 buts en carrière professionnelle.

## Palmarès

### Clubs
- 7 titres de champion de France élite : 2005, 2006, 2007, 2008, 2009, 2010, 2013.
- 7 fois vice-champion de France élite: 1998, 1999, 2000, 2001, 2002, 2003, 2004.
- 5 coupes de France : 1998, 1999, 2007, 2009, 2012

### Équipe nationale
Première sélection à la Coupe Latine de water-polo en 1998 à Bari, dernière sélection lors des qualifications pour les championnats d'Europe de Zagreb en 2010.
234 sélections (679 buts), capitaine de 2006 à 2010.
- Médaille d'argent aux Championnats d'Europe de 2000 à Malte
- Médaille de bronze aux Jeux Méditerranéens de 2001 à Tunis
- 12ème aux Championnats d'Europe de 2001 à Budapest (12e)
- Médaille d'or aux Championnats d'Europe de 2004 à Istanbul
- 6ème de la Super Finale de la World League 2006 à Athènes
- Médaille d'argent aux Championnats d'Europe de 2007 à Manchester
- Médaille d'argent aux Championnats d'Europe de 2009 à Lugano

### Distinctions
- Meilleur buteur (29 buts) du Championnats d'Europe de 2004 à Istanbul
- Meilleur buteur (54 buts) de la Ligue mondiale de 2006 à Athènes
- Meilleur buteur (41 buts) du Championnats d'Europe de 2007 à Manchester
- Recordman du nombre de buts (41) sur une édition des Championnats d'Europe
- Meilleur joueur du Championnats d'Europe de 2007 à Manchester
- Meilleur buteur du Championnat de France élite 2006 (86), 2007 (72), 2008 (71), 2009 (71), 2013 (74).
- Meilleur joueur du Championnat de France élite 2007, 2009 et 2010.
- Meilleur joueur du Championnats d'Europe de 2009 à Lugano

## Statistiques
| Saison    | Équipe                          | Buts Élite | Buts Coupe d'Europe | Total Buts |
| --------- | ------------------------------- | ---------- | ------------------- | ---------- |
| 2005-2006 | Cercle des nageurs de Marseille | 86         | 17                  | 103        |
| 2006-2007 | Cercle des nageurs de Marseille | 72         | 18                  | 90         |
| 2007-2008 | Cercle des nageurs de Marseille | 71         | 13                  | 84         |
| 2008-2009 | Cercle des nageurs de Marseille | 71         | 34                  | 105        |
| 2009-2010 | Cercle des nageurs de Marseille | 58         | 39                  | 97         |
| 2012-2013 | Cercle des nageurs de Marseille | 74         | 36                  | 110        |
| Total     | Cercle des nageurs de Marseille | 432        | 157                 | 589        |